# ブラッドリー・バルコラ
ブラッドリー・バルコラ（Bradley Barcola, 2002年9月2日 - ）は、フランス・ヴィルールバンヌ出身のサッカー選手。パリ・サンジェルマンFC所属。フランス代表。ポジションはフォワード。

## クラブ経歴
2010年にオリンピック・リヨンの下部組織へ加入し、2021年9月3日、クラブと3年間のプロ契約を結んだ。11月4日、UEFAヨーロッパリーグのACスパルタ・プラハ戦にて、前半8分に負傷したラヤン・シェルキと交代でピッチに入ったことでトップチームデビューを果たすと、試合終了間際にはカール・トコ・エカンビのゴールをアシストした。
2023年8月31日、パリ・サンジェルマンFCに移籍した。移籍金は4500万ユーロと報じられた。契約期間は5年間で、背番号は29番。9月3日、古巣のオリンピック・リヨン戦に途中出場し、移籍後初出場を果たした。この出場により、パリ・サンジェルマン史上500人目の出場選手となった。9月24日、オリンピック・マルセイユとのル・クラスィクで移籍後初先発を果たした。10月29日、スタッド・ブレスト戦でワレン・ザイール＝エムリのゴールをアシストし、移籍後初アシストを記録した。12月9日、FCナント戦で移籍後初ゴールを挙げた。2024年2月14日、UEFAチャンピオンズリーグ・ラウンド16のレアル・ソシエダ戦でチャンピオンズリーグ初ゴールを挙げた。4月16日、チャンピオンズリーグの準々決勝のFCバルセロナ戦2ndレグでは、ウスマン・デンベレの同点ゴールをアシストし、1stレグの2-3での敗戦から逆転での準決勝進出に貢献し、メディアから高く評価された。2023-24シーズンは、公式戦39試合で5得点8アシストを記録した。その活躍から、6月10日にそのシーズンのリーグ・アンにおける最優秀新加入選手に選ばれた。

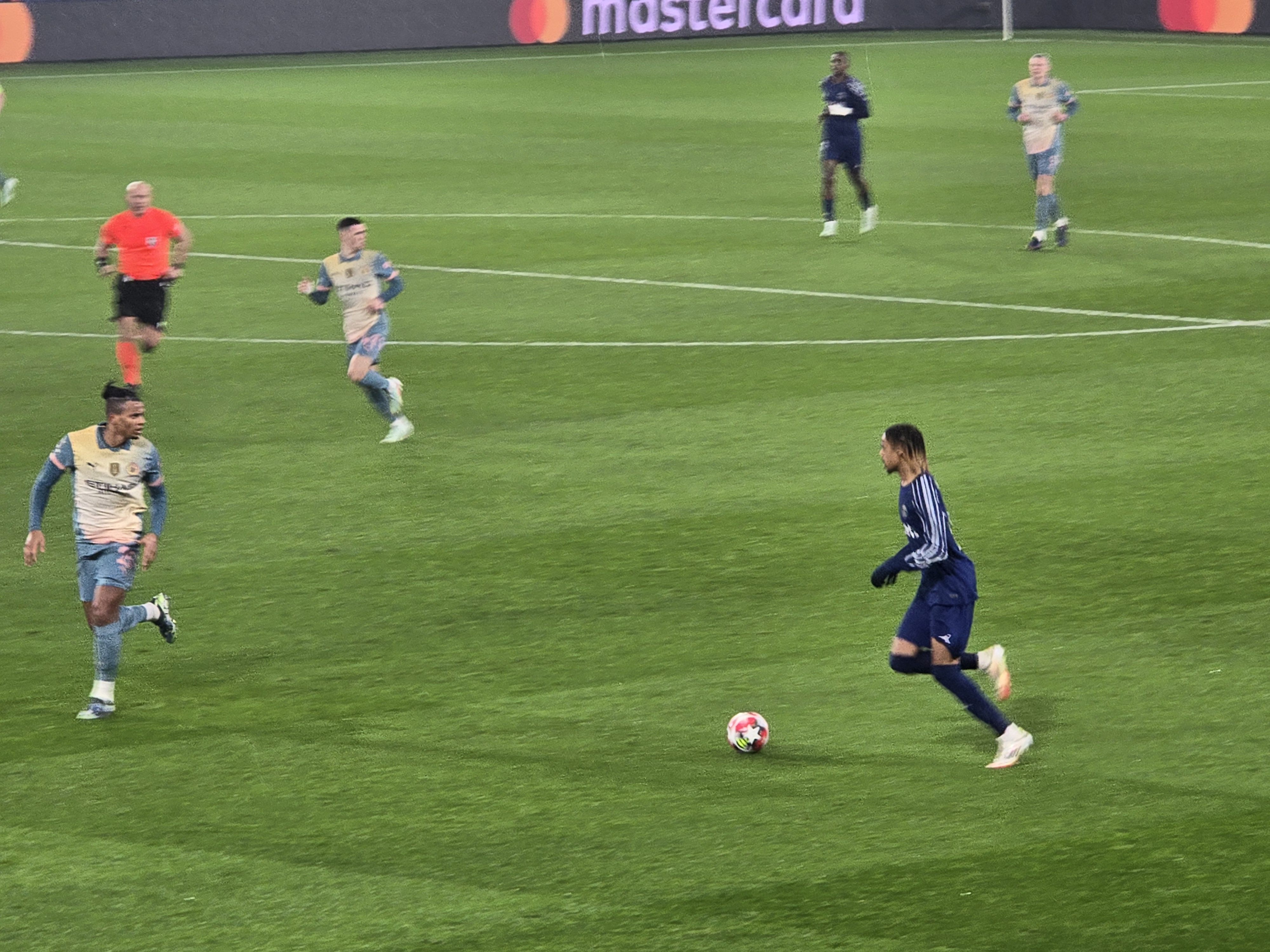
2025年1月22日、マンチェスター・シティ戦でプレーするバルコラ

2024年8月16日、リーグ・アン開幕戦のル・アーヴル戦でシーズン初ゴールを挙げて勝利に貢献した。8月23日、モンペリエ戦でキャリア初の1試合2得点を記録した。2025年1月22日、マンチェスター・シティ戦で1ゴール1アシストを記録し、4-2での勝利に貢献した。3月8日、スタッド・レンヌ戦で1ゴール1アシストを記録し、シーズンのゴールとアシストを合わせた得点関与数がキャリアで初めて20に到達した。このシーズン、パリ・サンジェルマンの13回目のリーグ優勝に貢献し、10アシストはラヤン・シェルキに次ぐ記録だった。5月24日、クープ・ドゥ・フランス決勝のスタッド・ランス戦で2ゴール1アシストを記録し優勝に貢献した。6月1日、UEFAチャンピオンズリーグ決勝のインテルナツィオナーレ・ミラノ戦ではセニー・マユルのチーム5点目のゴールをアシストし、キャリア初のチャンピオンズリーグ優勝を果たした。

## 代表経歴
2022年からフランスの世代別代表に招集されている。
2024年6月5日、ルクセンブルク代表との親善試合でA代表初出場。

## 個人成績

### クラブ
2023年8月31日現在
| クラブ               | シーズン   | リーグ戦       | リーグ戦 | リーグ戦 | 国内カップ | 国内カップ | 国際大会 | 国際大会 | 合計 | 合計 |
| クラブ               | シーズン   | ディヴィジョン | 出場     | 得点     | 出場       | 得点       | 出場     | 得点     | 出場 | 得点 |
| -------------------- | ---------- | -------------- | -------- | -------- | ---------- | ---------- | -------- | -------- | ---- | ---- |
| オリンピック・リヨン | 2021-22    | リーグ・アン   | 11       | 0        | 0          | 0          | 2        | 0        | 13   | 0    |
| オリンピック・リヨン | 2022-23    | リーグ・アン   | 26       | 5        | 5          | 2          | -        | -        | 31   | 7    |
| オリンピック・リヨン | 2023-24    | リーグ・アン   | 3        | 0        | -          | -          | -        | -        | 3    | 0    |
| オリンピック・リヨン | クラブ通算 | クラブ通算     | 40       | 5        | 5          | 2          | 2        | 0        | 47   | 7    |

## タイトル

### クラブ
パリ・サンジェルマン
- リーグ・アン : 2023-24, 2024-25
- クープ・ドゥ・フランス : 2023-24, 2024-25
- トロフェ・デ・シャンピオン : 2023, 2024
- UEFAチャンピオンズリーグ : 2024-25

### 個人
- リーグ・アン年間最優秀チーム : 2024-25